# Велозу, Жасинту
Жасинту Суареш Велозу (порт. Jacinto Soares Veloso; 11 августа 1937, Лоренсу-Маркиш) — мозамбикский военный, политик и государственный деятель, член высшего руководства ФРЕЛИМО. Первый глава спецслужбы SNASP, проводил политику репрессивного подавления оппозиции во время гражданской войны в НРМ. Занимал пост министра внешнеэкономического сотрудничества НРМ. Сыграл значительную роль в реформах начала 1990-х, переходе Мозамбика к многопартийности и рыночной экономике. Участвовал в процессах политического урегулирования на Юге Африки. Сохранил политическое влияние после ухода с госслужбы. Занимается бизнесом, консультирует иностранные компании в Мозамбике.

## Приход во ФРЕЛИМО
Родился в семье португальских поселенцев в Мозамбике. Среднюю школу окончил в Лоренсу-Маркише (ныне столица Мозамбика Мапуту). В 1955 перебрался в Португалию, поступил на медицинский факультет Лиссабонского университета. В 1956—1960 учился в Военной академии, получил специальность военного лётчика.
Служил в ВВС Португалии. В качестве пилота военной авиации участвовал в португальской колониальной войне в Мозамбике.
12 марта 1963 года Жасинту Велозу на своём военном самолёте перелетел в Танзанию (в этой связи имеет репутацию «первого авиаугонщика»). Попросил политического убежища и перешёл на сторону антиколониального марксистского движения ФРЕЛИМО. Принадлежал к близкому окружению Саморы Машела, выполнял его конфиденциальные поручения.

## Государственный деятель

### Карательная служба
После провозглашения независимости Мозамбика под властью ФРЕЛИМО Жасинту Велозу был назначен директором Национальной службы народной безопасности (SNASP) — спецслужбы и карательного органа правящей партии. Одновременно занимал пост министра государственной безопасности. Состоял в высшем органе партийно-государственной власти — Политбюро ЦК ФРЕЛИМО. Имел воинское звание генерал-майора.
Во главе SNASP Велозу проводил политику всемерного укрепления марксистско-ленинского режима, жёстко преследовал антикоммунистическую оппозицию. Руководил многочисленными арестами, учреждением «лагерей перевоспитания». Организовал при SNASP разветвлённую сеть осведомителей («народных наблюдателей»). Был одним из руководителей военно-полицейского аппарата ФРЕЛИМО в гражданской войне с РЕНАМО.
29 июля 1980 года за подписью министра госбезопасности Жасинту Велозу был издан Приказ N 5/80, в котором сообщалось о смертной казни Уриа Симанго, Паулу Гумане, Лазаро Нкавандаме, Жулиу Нихиа, Матеуша Нгвегере, Жоаны Симеан. Эти шесть человек были известными мозамбикскими политиками, диссидентами ФРЕЛИМО (Симанго являлся вице-председателем при Эдуарду Мондлане), выступавшими против диктаторского правления, за многопартийную систему в Мозамбике. Годы спустя генерал Велозу утверждал, будто «не помнит» этого приказа. Однако подлинность документа не ставится под сомнение.

### Дипломатическая служба
В 1983 году Жасинту Велозу был переведён на должность экономического советника президента Машела и министра внешнеэкономического сотрудничества НРМ. Активно участвовал в переговорах с ЮАР, завершившихся подписанием Соглашения Нкомати о ненападении и добрососедстве. Принимал также участие в переговорных процессах по конфликтам в Анголе и ЮАР. При этом контактировал с представителями Госдепартамента США, встречался с госсекретарём США Джорджем Шульцем, вице-президентом США Джорджем Бушем-старшим, другими деятелями администрации Рейгана.

### Роль в реформах
Жасинту Велозу сохранил политические позиции и при президенте Жоакиме Чиссано, после гибели Саморы Машела в авиакатастрофе. Он выступал одной из ключевых фигур в процессе политического урегулирования в Мозамбике начала 1990-х годов. Способствовал переходу Мозамбика к многопартийной системе и рыночной экономике. Мирное соглашение между правительством ФРЕЛИМО и оппозицией РЕНАМО было подписано в октябре 1992 года (одним из условий примирения было расформирование SNASP).
В 1994 году Жасинту Велозу оставил министерский пост. Являлся генеральным уполномоченным мозамбикского правительства по Экспо в Лиссабоне (1998) и Ганновере (2000). В 2003—2009 — президент Торговой палаты Мозамбика. Остаётся членом ЦК ФРЕЛИМО, хотя вышел из состава Политбюро.
Награждён мозамбикским орденом Эдуарду Мондлане, медалью ветерана национально-освободительной борьбы, медалью к 20-летию ФРЕЛИМО. Кавалер бразильского ордена Южного Креста.

## Бизнесмен и консультант
После официального ухода с госслужбы Жасинту Велозу успешно занимается бизнесом. Возглавлял зарегистрированную в Лондоне коммерческую компанию Pathfinder Minerals PLC. Консультирует британские фирмы в Мозамбике.
Жасинту Велозу сохраняет политическое влияние в Мозамбике. В военно-политических конфликтах между ФРЕЛИМО и РЕНАМО лидер РЕНАМО Афонсу Длакама настаивает на его авторитетном посредничестве. Будучи в отставке, Жасинту Велозу издал автобиографическую книгу Воспоминания на малой высоте, опубликованную на английском и португальском языках. В своих мемуарах Велозу, в частности, возлагал на СССР ответственность за гибель Саморы Машела — по его мнению, советское руководство было недовольно начатой политикой либерализации и сближения с Западом.
Жасинту Велозу женат, имеет двух сыновей и дочь.

## Объяснение парадокса
Политическая биография Жасинту Велозу может произвести парадоксальное впечатление. Не только потому, что белый португальский военный примкнул к африканскому движению ФРЕЛИМО (такие примеры известны и на противоположной стороне: белые португальцы Орланду Криштина и Эво Фернандеш были генеральными секретарями РЕНАМО). Особенно интересно, что Велозу сыграл активную роль и в коммунизации, и в декоммунизации Мозамбика, причём эти два периода разделяло лишь около 15 лет.
Ответ дал сам Жасинту Велозу в одном из интервью. По его словам, марксизм-ленинизм не являлся доминантой политики ФРЕЛИМО (равно как МПЛА и ПАИГК). Эти движения, по его оценке, являлись прежде всего националистическими, национально-освободительными, идеологический же уклон объяснялся геополитическими раскладами Холодной войны. Он высказывал сожаление в связи с непониманием этой ситуации западными радикальными антикоммунистами. Собственную деятельность Велозу расценивает как службу не идеологии, а мозамбикскому государству и национальным интересам.